# 拉普里馬韋拉區
拉普里馬韋拉區（西班牙語：Distrito de La Primavera），是秘魯的一個區，位於該國北部安卡什大區的博洛涅西省，始建於1985年9月21日，面積68.61平方公里，海拔高度2,644米，2005年人口315，人口密度為每平方公里4.6人。